# Quadricalcarifera rufescens
Quadricalcarifera rufescens är en fjärilsart som beskrevs av Rothschild 1917. Quadricalcarifera rufescens ingår i släktet Quadricalcarifera och familjen tandspinnare. Inga underarter finns listade.